# Leonel de Lima
Leonel de Lima, o menos conocido como Lionel de Limia (Ponte de Lima, Portugal, e/ enero y marzo de 1403–ib., 13 de abril de 1495), era un noble portugués que fue nombrado como primer señor de Vila Nova de Cerveira en 1471 y luego sería elevado a la dignidad de vizconde en 1476, siendo dicho título el primero otorgado en el reino. Por herencia del hermano mayor fue el III señor de Arcos de Valdevez, de Fraião, de Coura, de São Martinho, de Santo Estêvão, de Jaraz y el Paço da Giela desde 1429, había participado en el desastroso sitio de Tánger en 1437, en el triunfante bando real de la batalla de Alfarrobeira en 1449, fue uno de los primeros veintisiete hombres nombrados caballeros de la nueva Orden de la Torre y de la Espada, instituida en 1459 por el rey Alfonso V de Portugal cuando conquistó efímeramente la ciudad africana de Fez, y fue nombrado como primer alcaide mayor de Ponte de Lima desde 1464.

## Biografía

### Origen familiar y primeros años

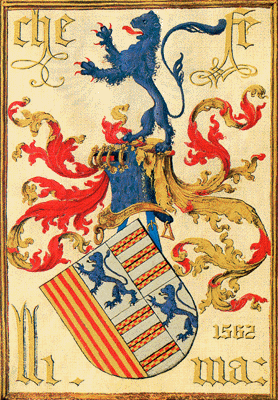
Blasón de la Casa de Lima.

Leonel de Lima había nacido entre los meses de enero y marzo de 1403 en la localidad de Ponte de Lima, en el Reino de Portugal. Era el hijo segundogénito del hidalgo castellano Fernão Eanes de Lima (Galicia, ca. 1373-ca. 1423), I señor de Arcos de Valdevez, de Fraião, de Coura, de São Martinho, de Santo Estêvão, de Jaraz y el Paço da Giela, los cuales le habían sido donados por el rey Juan I de Portugal el 11 de diciembre de 1405 y alcaide mayor Ponte de Lima, y de su esposa Teresa da Silva.

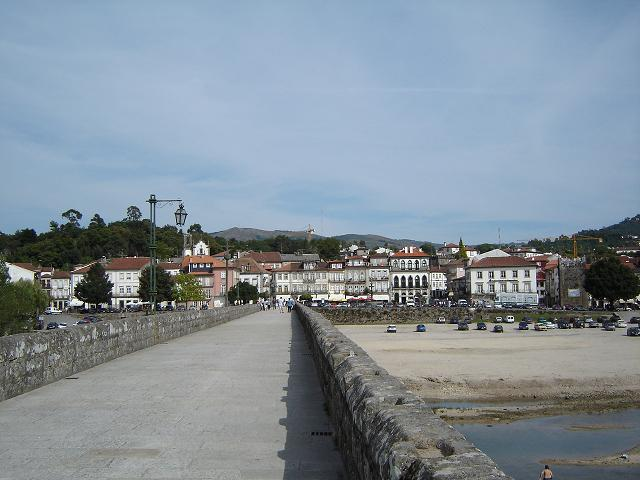
La villa portuguesa de Ponte de Lima.

Sus abuelos paternos eran Álvaro Rodrigues de Lima (n. Galicia, ca. 1343) y su mujer Inés Fernandes de Sotomaior, y los abuelos maternos eran el alférez real João Gomes da Silva, II señor de Vagos, y su esposa Margarida Coelho.
Era bisnieto paterno por la vía masculina de Ruy Fernandes de Lima y de su mujer Tareja de Andrade —una hija de Ruy Peres de Andrade— y bisnieto paterno por la vía femenina de Fernando Anes de Sotomaior y de su cónyuge María Anes da Novoa.
Tenía dos hermanos, uno mayor llamado Álvaro Rodrigues de Lima (n. ca. 1400-principios de enero de 1429), II señor de Arcos de Valdevez y demás feudos hacia 1423, que permaneció soltero y tuvo una hija natural, y una hermana menor de nombre María de Lima que sería abadesa de Pontevedra de la Orden de las hermanas pobres de Santa Clara.

### Señor feudal y primer vizconde del reino
El 24 de enero de 1429, el rey Juan I le confirmó a Leonel los señoríos de su hermano Álvaro que falleció sin sucesión legítima a principios de dicho mes, siendo estos los ya citados Fraião, Coura, São Martinho, Santo Estêvão, Jaraz, Val de Vez y el Paço da Giela, las cuales dicho monarca había donado a su padre en 1405, por lo que Leonel se convirtió en el tercer señor feudal.
Fue uno de los expedicionarios del infante Enrique el Navegante que sitiaron Tánger en 1437 pero que finalmente terminó en un fracaso, por lo que su intervención originó que obligase a 400 vasallos labradores de San Martinho a contribuir con cuatro fanegas de centeno por persona y quienes consideraron que era abusivo.
En 1439 en apoyo a la regente Leonor y juntándose con el bando de Alfonso de Portugal que era entonces VIII conde de Barcelos, no se presentó en las Cortes de Lisboa, mostrando de esta manera una oposición al infante Pedro de Portugal, duque de Coímbra, que era el tío paterno del joven monarca, pero no pudo evitar que decidieran reemplazarla por aquel.
El nuevo regente del reino lo mandó junto a Ruy Gomes de Alvarenga en 1442 a participar en una embajada a la Corona de Castilla para demostrar que la exregente Leonor no tenía derechos como para ocupar dicho cargo. En premio por su actuación recibió a partir del 23 de abril de 1443 una tarifa anual de 20 mil reales blancos pagados con el almojarifazgo de Ponte de Lima, y el 1 de mayo del mismo año recibió unos bienes en Turcifal que pertenecía a João de Palos que tuvo que exiliarse en Castilla por su oposición al infante-duque regente.
Cuando el rey Alfonso V de Portugal alcanzó su mayoría de edad el 9 de junio de 1448, poco después requirió la presencia del primer duque Alfonso I de Braganza, VIII conde de Barcelos, en la Corte de Lisboa pero al tener que atravesar las tierras del duque de Coímbra, este se lo prohibió, por lo que el monarca le ordenó que cesara y de lo contrario lo declararía en rebeldía, pero lo desoyó y fue al encuentro bélico del duque de Braganza, en donde Leonel de Lima actuó en el bando regio en la batalla de Alfarrobeira el 20 de mayo de 1449, que trajo como consecuencia el triunfo del rey Alfonso V, el fortalecimiento del feudalismo y la muerte en combate del conde de Coímbra y varios de sus aliados.

Las posesiones portuguesas continentales en el África del noroeste (1415-1769).

A partir de enero de 1454 el rey Alfonso V le otorgó una tarifa anual de 15 mil reales blancos que nuevamente se pagaría con el almojarifazgo antedicho. En el año 1459 fue uno de los primeros veintisiete hombres que fueron nombrados caballeros de la Orden de la Torre y de la Espada, la cual fue instituida por el rey Alfonso V cuando conquistó de manera efímera la ciudad africana de Fez, cuyo número representaba la edad del monarca cuando entró en dicha ciudad, y posteriormente fue el primer alcaide mayor de Ponte de Lima desde el 20 de abril de 1464.
Poseía varias tierras, propiedades y puestos en Minho cuando dicho rey le donó el 21 de octubre de 1471 el señorío de Vila Nova de Cerveira, y quien posteriormente elevó a Leonel de Lima a la dignidad de primer vizconde de esa tierra y del reino el 4 de mayo de 1476.

### Fallecimiento y sepultura
Finalmente el vizconde Leonel de Lima, viudo hacía casi una década, falleció en Ponte de Lima el 13 de abril de 1495, cuando ya tenía 92 años de edad cumplidos.
Lo enterraron junto a su esposa en la capilla de Nossa Senhora da Piedade en el convento de Santo António de dicha localidad.

## Matrimonio y descendencia
El noble Leonel de Lima se unió en matrimonio en 1432 con Felipa de Acuña o bien Filipa da Cunha (1410-7 de septiembre de 1486), una hija de Álvaro da Cunha, III señor de Pombeiro, y su esposa Beatriz de Melo, nieta paterna de la reina consorte Leonor Tellez de Meneses y de su primer esposo João Lourenço da Cunha —cuyo matrimonio fue anulado por el rey Fernando I ya que deseaba desposarla, anulando él también su compromiso con Leonor de Castilla— y nieta materna de Martim Afonso de Melo, V señor de Melo y alcaide del Castillo de Lisboa.
Fruto del enlace entre Leonel de Lima y Felipa de Acuña nacieron al menos diez hijos:
- Inés de Sotomaior e Lima[5] (n. ca. 1433) que se enlazó en primeras nupcias[11] con Lopo Gomes de Abreu,[12][13] (ca. 1416-f. 1464),[14] I señor de Terra das Roças[11] y III señor de Regalados desde 1453[14] —un hijo de Pedro Gomes de Abreu y de su cónyuge Aldonza de Sousa— y fueron padres entre otros de Pedro II Gomes de Abreu[15][16][17] (n. ca. 1448), IV señor de Regalados[18][19] desde 1464[14] y alcaide mayor de Lapela,[20][14] que tuvo descendencia ilegítima con Catalina de Eça, la futura abadesa del convento de Lorvão. Luego de enviudar, Inés se unió en segundas nupcias con Fernão de Sousa da Botelha, señor de Torre do Bayrro y luego de casarse pasó a ser el II señor de Tierra de Roças, y concibieron por lo menos a Francisca de Sousa que se casaría con Christovão de Távora, señor de Ranhados.[5]
- João de Lima[21] (n. ca. 1434 - f. 1508) que al ser el hijo primogénito[3] pasó a ser el II vizconde de Vila Nova de Cerveira[11] desde 1495, habiendo sido el alcaide mayor de la localidad desde el 10 de noviembre de 1475.[3] Se casó en primeras nupcias con Catarina de Ataíde, hija de Gonçalo de Ataíde y de su esposa Isabel de Brito, y después de enviudar se unió en segundas nupcias con su prima segunda Isabel de Melo, una hija de Martim Afonso de Melo, VII señor de Melo.
- Álvaro de Lima[10] (n. ca. 1435) que se enlazó con Violante Nogueira.
- Fernão de Lima[21] (n. ca. 1436) que se casó con Constança da Silva de Andrade, pero siendo el tercer hijo varón y carecer de rentas, a pedido de su padre, el rey lo nombró alcaide mayor de Vila Nova de Cerveira el 6 de noviembre de 1475, pero también a pedido del mismo a los pocos días, el soberano se lo traspasó al hermano primogénito[3] a cambio de entregarle la alcaidía mayor de Guimarães,[11] el 10 de noviembre del mismo año.[3]
- Duarte da Cunha,[10] (n. ca. 1437) que se casó con Leonor de Abreu.
- Rodrigo de Melo[10] (n. ca. 1439).
- Beatriz da Silva o bien Brites da Silva[10] (n. ca. 1441) que se matrimonió con García de Castro,[11] II señor de Paul de Boquilobo —un hijo de Fernando de Castro, I señor de Paul do Boquilobo, de Ançã, de São Lourenço do Bairro y de Penha Verde, y de su mujer Isabel de Ataíde, nieto paterno de Pedro de Castro, señor de Cadaval desde 1388, y de su esposa Leonor de Meneses y Pacheco, nieto materno de Martim Gonçalves de Ataíde, alcaide mayor de Chaves, y de su esposa Mécia Vasques Coutinho, bisnieto paterno por vía masculina de Álvar Pérez de Castro (f. 1384), I conde de Arraiolos y de Viana, y bisnieto paterno por la vía femenina de Juan Alfonso Tello, I conde de Ourém y IV conde de Barcelos, y de su mujer Guiomar Lopes Pacheco (f. después de 1404)— y de este enlace tuvo seis hijos, los dos primeros fallecieron siendo niños, el tercero era Álvaro de Castro que se casó con Leonor de Noronha, el cuarto era Jorge de Castro que se matrimonió con Brites Pereira, la quinta era Guiomar de Castro que se enlazó con Ayres da Silva, señor de Vagos, y la sexta, Filipa de Castro que fue cónyuge de Gomes Soares, alcaide mayor de Torres Vedras.
- Pedro Álvares de Lima de Sotomaior[10] (n. ca. 1443).
- Isabel da Silva[10] (n. ca. 1445) que se casó con João Fernandes de Sousa, V señor de Baião y de Asseiceira.[10]
- María de Lima[10] (n. ca. 1447) que se enlazó con el fidalgo real Vasco III Fernandes Coutinho, IV señor de Celorico de Basto.[10]